# Stepan Petrovič Ševyrëv
Stepan Petrovič Ševyrëv, in russo Степан Петрович Шевырёв? (Saratov, 1806 – Parigi, 1864), è stato uno scrittore russo.

## Biografia
Amico di Michail Petrovič Pogodin, nel 1838 divenne collaboratore de Il moscovita; in tale veste propose un rafforzamento della Chiesa ortodossa in Russia.